# سو ویده
سو ویده (انگلیسی: Su Weide؛ زادهٔ ۱۹ مارس ۲۰۰۰) ژیمناست هنری اهل چین است.